# Metriopelma
Metriopelma là một chi nhện trong họ Theraphosidae.

## Các loài
Chi này gồm các loài:
- Metriopelma breyeri (Becker, 1878)
- Metriopelma coloratum Valerio, 1982
- Metriopelma drymusetes Valerio, 1982
- Metriopelma familiare (Simon, 1889)
- Metriopelma ledezmae Vol, 2001
- Metriopelma spinulosum F. O. P.-Cambridge, 1897
- Metriopelma variegata (Caporiacco, 1955)
- Metriopelma velox Pocock, 1903
- Metriopelma zebratum Banks, 1909